# Factor abiòtic
Els factors abiòtics en ecologia i biologia, (en anglès:abiotic components) són factors que no estan vius, químics i físics del medi ambient natural, que afecten els ecosistemes. Els fenòmens abiòtics són subjacents a tota la biologia. Els factors abiòtics, encara que en general se'ls ha tret importància, poden tenir un impacte enorme en l'evolució. Els components abiòtics són aspectes de la geodiversitat. També poden ser reconeguts com a "agents patògens abiòtics".
Des del punt de vista de la biologia, les influències abiòtiques poden ser classificades com llum o més generalment radiació, temperatura, aigua, els productes químics dels gasos de l'atmosfera terrestre com també del sòl. El clima macroscòpic sovint influeix en cadascun d'aquests factors citats. En cas dels biomes marins o a molta fondària dins terra també intervenen la pressió i fins i tot les ones sonores.
Aquests factors subjacents afecten de manera diferent les plantes, els animals i els fongs. En moltes plantes la humitat juga un gran paper en la seva biologia. Si hi ha poca o gens de llum solar les plantes es poden marcir o morir en no poder fer la fotosíntesi. Molts archaebacteria requereixen temperatures o pressions molt altes o inusuals concentracions de substàncies químiques com el sofre perquè estan especialitzades a condicions extremes. Certs fongs han evolucionat per a sobreviure principalment a la temperatura, la humitat i estabilitat del seu medi ambient.
Per exemple, hi ha diferències significatives en l'accés a l'aigua i també a la humitat entre els boscos plujosos temperats i els deserts. Aquestes diferències en l'accés a l'aigua causa una gran diversitat en els tipus de plantes i animals que creixen en aquestes zones.